# Абдулрахман Абду
Абдулрахман Мухаммад Абду (араб. عبد الرحمن عبدو; нар 1 жовтня 1972; Доха, Катар) — катарський футбольний арбітр. Арбітр ФІФА з 2005 по 2016 рік.

## Кар'єра
Абдульрахман Абду почав свою кар'єру футбольного арбітра на початку 2000-х років. 2005 року став арбітром ФІФА і крім внутрішнього чемпіонату Катару став судити міжнародні матчі. З міжнародних турнірів Абдулрахман Абду обслуговував матчі Ліги Чемпіонів АФК, Кубка АФК відбіркових турнірів на Кубок Азії і Чемпіонат світу.
У 2007 та 2011 році судив матчі фінальної стадії Кубка Азії. У 2015 році також увійшов до списку суддів Кубка Азії 2015.

## Матчі

#### Кубок Азії 2007
| Група З | 14.07.2007 | Малайзія | 0:5 | Узбекистан |

#### Кубок Азії 2011
| Група З    | 14.01.2011 | Австралія | 1:1 | Південна Корея |
| Група В    | 17.01.2011 | Йорданія  | 2:1 | Сирія          |
| 1/4 фіналу | 22.01.2011 | Австралія | 1:0 | Ірак           |